# 莫古-迪马尔塔
莫古-迪马尔塔是葡萄牙布拉干萨区的一个堂区。总面积11.29平方公里，总人口141人，人口密度12.5人/平方公里。